# グラハム・ボネット
グラハム・ボネット（Graham Bonnet, 1947年12月23日 - ）は、イングランド生まれでアメリカ合衆国・ロサンゼルス在住のロックシンガー。レインボーやアルカトラスのヴォーカリストとして有名。声域は4オクターブあると言われている。

## 経歴

### 初期
イングランドのリンカーンシャー州スケグネス出身。10代前半は地元でジャズ・バンドのギタリストをして、10代後半はローカル・バンド"Blue Sect"や"Graham Bonnet Set"を率いて活動していた。
1967年、20歳の時に従兄弟のトレヴァー・ゴードン（Trevor Gordon）と"Bonar Law"を結成。ゴードンがビージーズのバリー・ギブの友人だったことから、ギブやビージーズのマネージャーのロバート・スティッグウッドがライブを見に来て二人を気に入り、とんとん拍子にレコーディングが決まった。二人のデュオはギブによってザ・マーブルス（THE MARBLES）と命名され、1968年10月にデビュー。ギブが提供した「オンリー・ワン・ウーマン」がイギリスのチャートでベスト5入りする大ヒットになったが解散。翌1969年、RSOレコードから唯一のアルバム”THE MARBLES”がリリースされた。
その後、一時期Southern Comfortにベーシストとして加入するが、ソロに転向。70年代の前半にはRCAレコードからロイ・ウッドの"Whisper In The Night"とニール・セダカの"Trying To Say Goodbye"、ディック・ジェイムスのレコード・レーベルから自作"Back Row In The Stalls"の計3作のシングルを発表している。
1974年、ジェイムスがプロデュースしたイギリスのコメディ映画"Three for All"に、架空のアイドル・ロック・バンド、Billy Beethovenのリード・ヴォーカ兼ギタリスト"Kook"の役で出演した。劇中では、自作「Don't Drink The Water」、「Dreams」、「Here Comes The Rain」、「We're Free」の4曲を演奏。これらの曲は1975年の発表されたサウンド・トラックにも収録され、「Dreams」はシングル・カットされた。主役のグルーピーを演じたAdrienne Postaと後に結婚したが、間もなく離婚している。
1976年にはSpike Milliganの指揮によるPaul Gallicoの「The Snow Goose」というLPに1曲だけハミングで参加している。翌1977年、リンゴ・スターのRing O Recordsと契約し、初のソロ・アルバム”GRAHAM BONNET”を発表。シングル・カットされたボブ・ディランの「イッツ・オール・オーバー・ナウ、ベイビー・ブルー」のカバーはオーストラリアで大ヒットとなり、アルバムもオーストラリアなど数カ国でゴールド・ディスクを獲得。翌年。2作目のソロ・アルバム"NO BAD HABITS"とディスコ調のシングル’Warm Ride’も大ヒットした。この2枚のソロ・アルバムにより、広い音域と圧倒的なパワーを持つ声で知られるようになる。しかしハード・ロックに特化せずロックやポップス、R&BやAORなどを幅広くこなすシンガーだった。

### レインボー
1979年3月、「オンリー・ワン・ウーマン」を聴いたリッチー・ブラックモアに選ばれて、ロニー・ジェイムス・ディオの後任としてレインボーに迎えられた。同年8月、アルバム『ダウン・トゥ・アース』からカットされたシングル「シンス・ユー・ビーン・ゴーン」は、イギリスで最高6位と初のトップ・テン入り、アメリカでもビルボード100の最高57位を記録した。1980年にカットされたシングル「オール・ナイト・ロング」もイギリスで最高5位と最大のヒットを記録した。彼は長髪や革ジャンなどのヘヴィー・メタルの正装を拒み、短髪オールバックに白いスーツでステージに立ち、「シンス・ユー・ビーン・ゴーン」のミュージック・ビデオではアロハシャツを着用した。
同年9月から12月まで行なわれた『ダウン・トゥ・アース』のツアーの後、コペンハーゲンのスタジオで次のアルバムの製作が始まった。しかしボネットは最も仲の良かったコージー・パウエルが脱退したうえに新曲作りがなかなか進まなかったので意欲を失い、「アイ・サレンダー」のバック・コーラスだけ録音してロサンゼルスの自宅に戻った。メンバーでプロデューサーも務めたロジャー・グローヴァーがジョー・リン・ターナーを迎えたツイン・ヴォーカルを提案したため、彼は納得いかず脱退した。

### ソロ活動、MSG
1981年、ソロとしてヴァーティゴ・レコードと契約して3作目のソロ・アルバム『孤独のナイト・ゲームス』（”LINE UP”）を発表。シングル・カットされた「孤独のナイトゲームズ」（Night Games）がイギリスで最高6位とトップテン・ヒットとなった。この頃、リーバイスのコマーシャル・ソングとして、Young & Moodyが作曲した'These Eyes'という曲を歌っているがレコードは発表されていない。またJo Eimeと再婚した。
1982年に、マイケル・シェンカー・グループ（MSG）の3作目のスタジオ・アルバム『黙示録』（"ASSAULT ATTACK"）の録音にヴォーカリストとして参加する。しかしアルコール摂取が原因で1回のウォームアップ・ギグに立っただけでツアーには参加せず、あっさりと脱退。その後アメリカ・ロサンゼルスに拠点を移しアルカトラスを結成した。なお彼はアルカトラス結成前にロイヤル・フィルハーモニー管弦楽団によるポリスのカバー・アルバム”ARRESTED: THE MUSIC OF THE POLICE”に、ドン・エイリー、ニール・マーレイ、ゲイリー・ムーアと'Truth Hits Everybody'を提供した。

### アルカトラス
1983年、レインボー のスタイルを踏襲したバンドを結成すべく、オーディションによってニュー・イングランドのゲイリー・シェア、ジミー・ウォルドー、当時はまだ無名だったスウェーデン出身のギタリスト、イングヴェイ・マルムスティーンを獲得。アリス・クーパー・バンドのヤン・ウヴェナを加えてアルカトラスの活動を始める。同年、アルバム『ノー・パロール・フロム・ロックン・ロール』を発表、ビルボードのチャートを7週間記録、最高128位を記録し、日本でも成功を収めた。ミュージック・ビデオやステージでは常時、アロハシャツや白いスーツで登場して個性を発揮した。
マルムスティーンのソロ活動により、代わりにフランク・ザッパと活動していたスティーヴ・ヴァイを迎えて日本公演を行ない、1985年には2作目のスタジオ・アルバム『ディスタービング・ザ・ピース』を発表、ビルボードのチャートを15週間記録して、最高位145位を記録した。「80年代で最も演奏テクニックを持つギタリスト」と言われるヴァイを世に送り出すが、デイヴィッド・リー・ロスに彼を引き抜かれる。
1987年にはエルトン・ジョン・バンドや、ミートローフ、アリス・クーパー等の作品を制作していたベテラン・セッションマン、ダニー・ジョンソンとともに、最後のスタジオ・アルバム"『デンジャラス・ゲームス』"を制作発表する。「オンリー・ワン・ウーマン」などが含まれ作品としての完成度は高まったが、人気ギタリストの不在によって活動期間が縮まった。

### インペリテリ、1990年代
1988年、ギタリストのクリス・インペリテリのインペリテリに参加。同年7月、アルバム『スタンド・イン・ライン』を発表し、東京ドームのこけら落としとなる第1回 「KIRIN DRY GIGS'88」にビリー・ジョエル、ボズ・スキャッグス、アート・ガーファンクル、フーターズとともに出演。彼はヘッドライナーのビリー・ジョエルのアンコールにも参加して、ビートルズの「アイ・ソー・ハー・スタンディング・ゼア」を歌った。
その後、彼はオーストラリアを生活の基盤として、ロック・バンドのThe Party Boysに参加したほか、国内でソロ名義のコンサートを数回行なった。またイアン・ギラン・バンドのレイ・フェンウィックのプロジェクトである"FORCEFIELD"の2枚のアルバムに参加。1991年にはフェンウィックの協力を得て4作目のソロ・アルバム"HERE COMES THE NIGHT"を発表した。その後ロサンゼルスに戻り、1993年には元キッスのボブ・キューリックが結成したBLACKTHORNEに加入してアルバム"AFTERLIFE"を発表、1997年には韓国のサムスンレーベルから5作目"UNDERGROUND"、1998年には日本のビクターから6作目"THE DAY I WENT MAD"、とコンスタントにアルバムを制作した。

### 2000年代
2000年には日本のヘヴィメタル･バンドANTHEMのセルフ・カヴァー・アルバム"HEAVY METAL ANTHEM"に参加し、国内ツアーにも参加してレインボーの曲も披露して熱唱を響かせた。
2001年、キーボードに現・ディープ・パープルのドン・エイリー、ベースにChris Childs、ドラムスにHary Jamesという布陣でイギリス・ツアーを行なった。
2002年に『システムX』を制作するというワンポイント契約で、インペリテリに一時的に復帰。
2004年、『エレクトリック・ズー 』（"Elektric Zoo"）というバンドに参加、ヨーロッパ各地でライブ活動を行う。
2005年、イギリス人のギタリストTaz TaylorのTAZ TAYLOR BANDというバンドのヴォーカリストに迎えられ、アルバム"WELCOME TO AMERICA"に参加。
2006年、イタリア人のギタリストMatteo Filippiniの"MOONSTONE"というプロジェクトに参加し、アルバム"TIME TO TAKE A STAND"に参加。24年ぶりにマイケル・シェンカーと合流し、MSGの25周年記念アルバム"25 YEARS CELEBRATION"に「Rock'n'Roll」を提供。ドラマチックな歌唱でファンを感動させた。
2007年、Howie Simon、Tim Luce、Glen Sobelという新メンバーを集めて新生アルカトラスを結成し、ジョー・リン・ターナーとのダブル・ヘッドライナー・ツアーで来日公演を実現させた。60歳を超えたがパワフルな歌い方と声量は健在だった。
2008年、Taz Taylor Band名義のヨーロッパでクラブツアーに参加した後、ノルウェーのグループTomorrow's Outlookプロジェクトに参加、Lizzy Bordenのカバー「Red Rum」をレコーディングしたり、J21というギタリストのデビューアルバムに参画する一方、アルカトラスのニューアルバムの制作を続けている。また、Forcefieldやソロアルバムで共演したギタリストMario Pargaを中心としたプロジェクト”Savage Paradise”にも参加。
2020年6月1日発売の西城秀樹の未発表秘蔵ボーカル・トラック「ナイト・ゲーム2020」にコーラスで参加。同年7月、アルカトラス名義では34年ぶりとなるスタジオ・アルバム"BORN INNOCENT"を発表した。同年12月、アルカトラスから脱退。
2022年 5月13日に、GRAHAM BONNET BAND名義で、"DAY OUT IN NOWHERE"を発表。

## 人物・エピソード
- 革ジャンやロングヘアに代表されるハードロックファッションを嫌う。アルカトラスのプロモーションで来日した際、ベストヒットUSAに出演して「（レインボーでは）ヘアスタイルのことでリッチー（・ブラックモア）とよく喧嘩をした」と発言し、小林克也に「リッチーからギターで殴られたのは本当?」と問われて「髪の毛を五分刈りにしてきたからね」と答えた。レインボー時代について「髪を伸ばしてハードロックファッションをするようリッチーに言われたが、自分に求められたのは声であり、ハードロックファッションやヘアスタイルではないから」「リッチーは声とスタイルが合っていないと思っていたのではないか」と語った。
- しかし、これまでのキャリアで一番の思い出がレインボー時代と語っていた事もあった。
- インタビューではその時の気持ちを率直に話してしまう。
- 右利きだが腕時計は右腕につけている。ステージに立つときも腕時計をつけたままで歌うことがある。
- 10代の頃に肉屋でバイトをしていた際、動物が屠殺されるのを見て嫌悪感をもよおしたのが原因でベジタリアンとなった。肉類は一切口にせず、人工皮革以外の革製品も身につけない。
- 常にコンバースのスニーカーを履いている。ステージでスーツを着る際も、靴はコンバースである。レインボー時代は人工皮革製のキューバン･ヒール･ブーツを履く事もあった。
- 歌詞を覚えるのが苦手でレインボー時代からステージに歌詞カードを置くことが多い。これは長年のアルコール依存症で脳が悪影響を受けて記憶力に問題があるため、と述べている。アルカトラスの「Too Young To Die, Too Drunk To Live」はアルコールとドラッグについて綴った歌詞であり、「Will You Be Home Tonight」は米国で飲酒運転撲滅キャンペーンにも使われた。また、インペリテリの『Stand In Line』に収録されている「Secret Lover」の歌詞はアルコールのことを比喩的に綴った。
- 2000年、ANTHEMの『HEAVY METAL ANTHEM』ツアー初日の大阪公演では張り切り過ぎてステージから転落している。
- 2006年のTaz Taylor Bandの公演で、2004年からは断酒していると告白。アルコール依存症は完治したとも述べている。
- 2007年10月23日のマリブ火災では自宅の裏庭にまで火が押し寄せ、隣人と消火作業を行っている。
- 2008年離婚。現在は独身である。

## ディスコグラフィ
- 1970年：THE MARBLES - THE MARBLES
- 1975年：THREE FOR ALL - SOUNDTRACK
- 1977年：GRAHAM BONNET - GRAHAM BONNET
- 1978年：GRAHAM BONNET - NO BAD HABITS
- 1979年：RAINBOW - DOWN TO EARTH
- 1981年：GRAHAM BONNET - LINE UP
- 1982年：THE MICHAEL SCHENKER GROUP - ASSAULT ATTACK
- 1983年：THE ROYAL PHILHARMONIC ORCHESTRA & FRIENDS - ARRESTED: THE MUSIC OF THE POLICE
- 1983年：ALCATRAZZ - NO PAROLE FROM ROCK'N' ROLL
- 1984年：ALCATRAZZ - LIVE SENTENCE
- 1985年：ALCATRAZZ - DISTURBING THE PEACE
- 1986年：ALCATRAZZ - DANGEROUS GAMES
- 1988年：IMPELLITTERI - STAND IN LINE
- 1989年：FORCEFIELD - TO OZ AND BACK
- 1990年：FORCEFIELD - LET THE WILD RUN FREE
- 1990年：GRAHAM BONNET - THE ROCK SINGER'S ANTHOLOGY(POLYGRAM)
- 1991年：GRAHAM BONNET - HERE COMES THE NIGHT
- 1993年：BLACKTHORNE - AFTERLIFE
- 1997年：GRAHAM BONNET - UNDERGROUND
- 1999年：GRAHAM BONNET - THE DAY I WENT MAD
- 2000年：ANTHEM - HEAVY METAL ANTHEM
- 2002年：IMPELLITTERI - SYSTEM X
- 2005年：IAIN ASHLEY HERSEY - THE HOLY GRAIL
- 2006年：MOONSTONE  - TIME TO TAKE A STAND
- 2006年：MICHAEL SCHENKER GROUP - 25 YEARS CELEBRATION
- 2006年：TAZ TAYLOR BAND - WELCOME TO AMERICA
- 2008年：J21 - YELLOW MIND : BLUE MIND
- 2010年：ALCATRAZZ - LIVE'83
- 2010年：ALCATRAZZ - NO PAROLE FROM ROCK 'N' ROLL TOUR LIVE IN JAPAN 1984.1.28 AUDIO TRACKS
- 2010年：ALCATRAZZ - DISTURBING THE PEACE TOUR LIVE IN JAPAN 1984.10.10 AUDIO TRACKS
- 2016年：GRAHAM BONNET BAND - THE BOOK
- 2016年：GRAHAM BONNET BAND - FRONTIERS ROCK FESTIVAL 2016 ～ LIVE HERE COMES THE NIGHT
- 2017年：EZOO - FEEDING THE BEAST
- 2018年：GRAHAM BONNET BAND - MEANWHILE,BACK IN THE GARAGE
- 2020年：ALCATRAZZ - BORN INNOCENT
- 2022年：GRAHAM BONNET BAND - DAY OUT IN NOWHERE